# Jean-Louis Schiltz
Jean-Louis Schiltz (ur. 14 sierpnia 1964 w mieście Luksemburg) – luksemburski prawnik i polityk, deputowany, w latach 2004–2009 minister.

## Życiorys
W młodości trenował szermierkę, był mistrzem Luksemburga w tej dyscyplinie. W 1983 ukończył szkołę średnią Athénée de Luxembourg. Kształcił się następnie w zakresie prawa w luksemburskim centrum uniwersyteckim CUNLUX oraz na Université Panthéon-Sorbonne, gdzie w 1987 uzyskał magisterium. W 1989 podjął praktykę w zawodzie prawnika, dwa lata później uzyskał uprawnienia adwokata, do 2004 pracował w kancelarii Schiltz & Schiltz. Był także wykładowcą akademickim na macierzystych uczelniach, prowadząc zajęcia z prawa cywilnego i handlowego.
Zaangażował się w działalność polityczną w ramach Chrześcijańsko-Społecznej Partii Ludowej. W latach 2000–2005 pełnił funkcję sekretarze generalnego partii. W wyborach w 2004 z ramienia chadeków uzyskał mandat posła do Izby Deputowanych. 31 lipca 2004 został ministrem ds. współpracy rozwojowej i pomocy humanitarnej oraz ministrem delegowanym ds. komunikacji w rządzie premiera Jean-Claude’a Junckera i wicepremiera Jeana Asselborna. 22 lutego 2006 objął dodatkowo stanowisko ministra obrony, zastępując na nim Luca Friedena. Funkcje rządowe pełnił do 23 lipca 2009, na urzędzie ministra obrony zastąpił go wówczas Jean-Marie Halsdorf.
W 2009 Jean-Louis Schiltz utrzymał mandat posła na kolejną kadencję, został wówczas przewodniczącym frakcji poselskiej CSV. W 2011 wycofał się z działalności politycznej, koncentrując się na praktyce adwokackiej i działalności dydaktycznej na Uniwersytecie Luksemburskim.